# Romain Cannone
Romain Cannone (Boulogne-Billancourt, 12 aprile 1997) è uno schermidore francese, specializzato nella spada, campione olimpico nella spada individuale ai Giochi olimpici di Tokyo 2020.

## Biografia
Ha frequentato la scuola primaria in Brasile, per poi trasfersi a New York negli Stati Uniti d'America, dove i genitori aprono una pasticceria. Ha iniziato a praticare la scherma all'età di nove anni. Al suo ritorno in Francia, ha iniziato a gareggiare per il club dell'Île-de-France VGA Saint-Maur. In seguito ha iniziato a competere per il Colmar SR.
È entrato a far parte della squadra nazionale francese durante le gare a squadre del 2020. Originariamente è stato selezionato per i Giochi olimpici estivi di Tokyo 2020 come riserva per la prova individuale. Tuttavia, la decisione della federazione francese di scherma di non convocare Daniel Jérent a causa di un rischio di sospensione per doping, gli ha consentito di partecipare al torneo. Prima della competizione olimpica aveva il 47º posto nella classifica internazionale di spada.
Durante il torneo olimpico ha realizzato il miglior percorso dei tre spadaccini francesi coinvolti, con vittorie prestigiose contro l'ex campione olimpico venezuelano Rubén Limardo, il plurimedagliato olandese Bas Verwijlen e il n. 2 del mondo, il russo Sergey Bida, guadagnando la qualificazione in semifinale, che ha vinto contro il numero 3 del mondo Ihor Rejzlin per 15-10. Il 25 luglio 2021 si è laureato campione olimpico, battendo il campione del mondo ungherese e numero 1 del mondo Gergely Siklósi 15 a 10.

## Palmarès
- Giochi olimpici

Tokyo 2020: oro nella spada individuale.
- Mondiali

Il Cairo 2022: oro nella spada individuale e nella spada a squadre.
Milano 2023: bronzo nella spada individuale e argento nella spada a squadre.
- Europei

Adalia 2022: bronzo nella spada a squadre.